# هیتوشی شیوتا
هیتوشی شیوتا (انگلیسی: Hitoshi Shiota؛ زادهٔ ۲۸ مهٔ ۱۹۸۱) بازیکن فوتبال اهل ژاپن است.
از باشگاه‌هایی که در آن بازی کرده‌است می‌توان به باشگاه فوتبال توکیو اشاره کرد.